# Spaceball

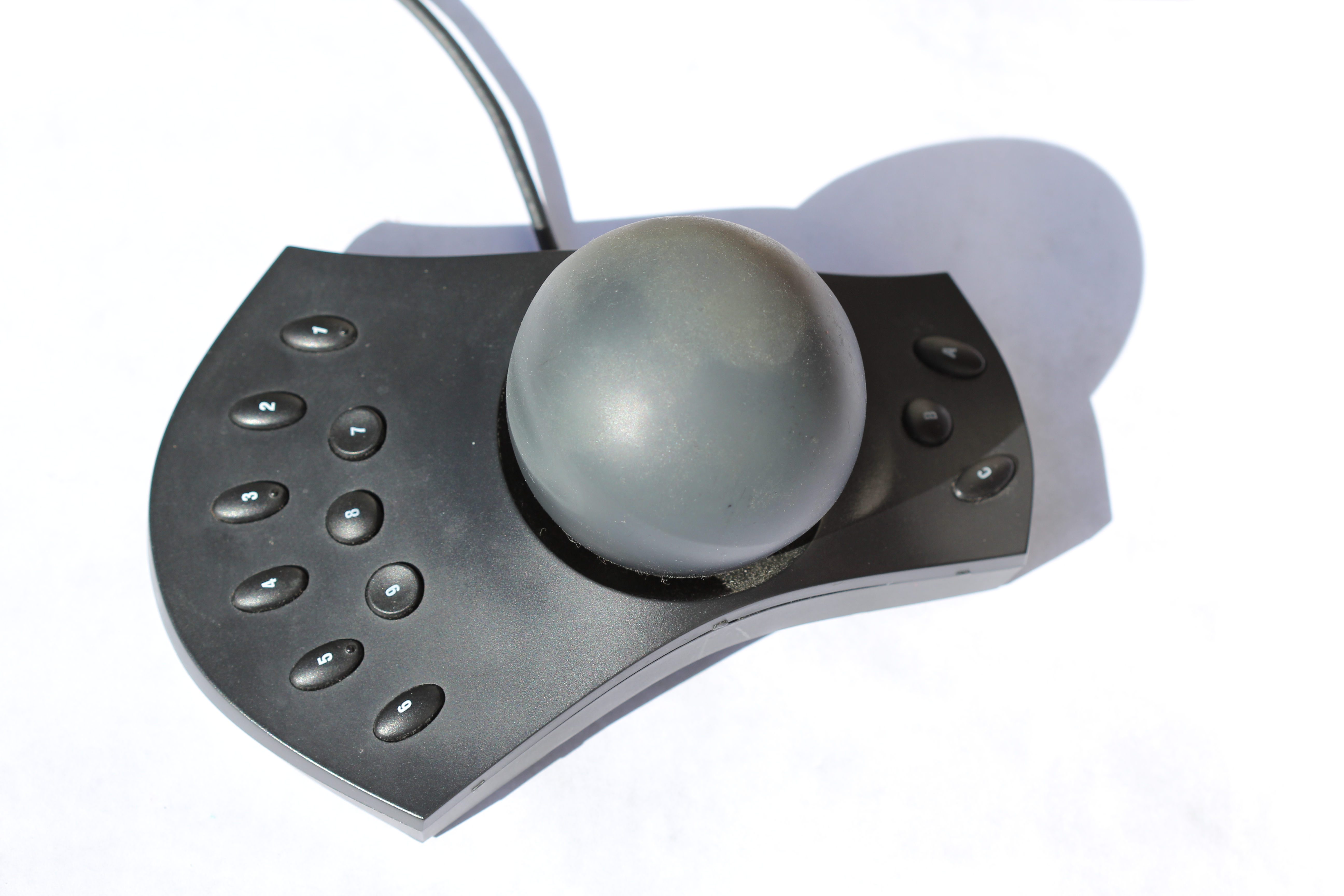
Spaceball 4000 FLX (hergestellt im Jahr 2000)

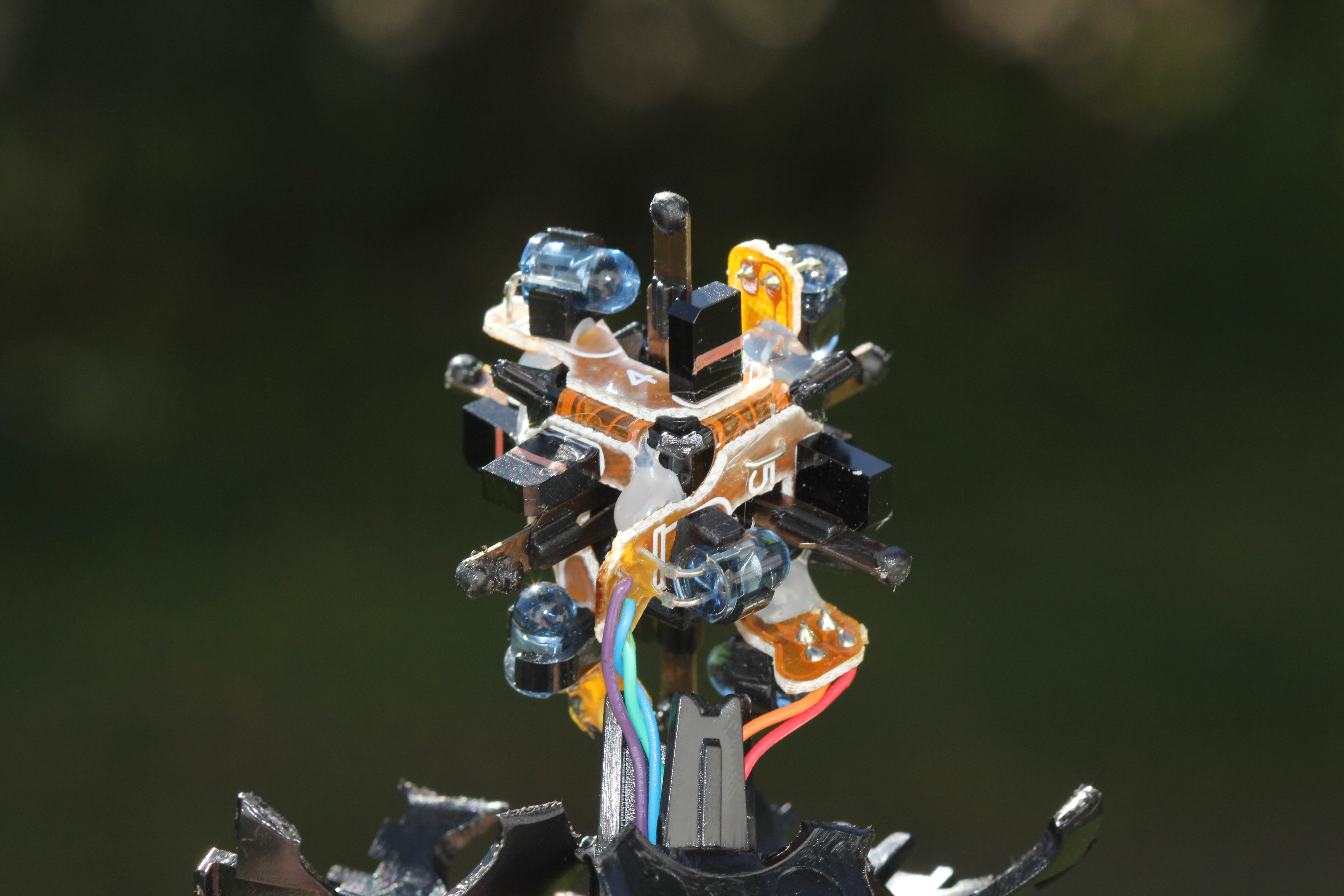
Optische Baugruppe eines Spaceball 4000 FLX

Der Spaceball ist eine 3D-Maus von 3Dconnexion. Der Spaceball wird in der Regel mit der linken Hand bedient, während die rechte Hand die normale Maus bedient. Dieses spezielle Eingabegerät wird hauptsächlich zur Konstruktion mit 3D-CAD-Programmen wie zum Beispiel SolidWorks oder UGS NX verwendet.
Charakteristisch für den Spaceball ist die mit einer Gummihülle überzogene kugelförmige, elastisch aufgehängte Kappe, die die Handbewegung des Anwenders aufnimmt. Der Unterschied zur Spacemouse desselben Herstellers besteht in der Form dieser Kappe.
Im Inneren der Kugel befinden sich sechs differentielle Lichtschranken, die jeweils die Verbiegung eines federnden Metallstreifens überwachen. Die Metallstreifen enden in Aufnahmen der beweglichen Hohlkugel und haben jeweils nur einen Freiheitsgrad. Aus den 6 analogen Signalen ermittelt ein anwenderspezifischer Schaltkreis unter Berücksichtigung einer Nullpunkt-Kalibrierung die Handkräfte.